# Sowiecka Formuła 3
Sowiecka Formuła 3 – cykl wyścigów samochodowych rozgrywanych w ZSRR w latach 1960–1987 według przepisów Formuły 3.

## Historia
W październiku 1956 roku Centralny Automotoklub ZSRR (CAMK) został członkiem FIA. Wskutek tego przedstawiciele CAMK obejrzeli zachodnie wyścigi, w tym Grand Prix Wielkiej Brytanii Formuły 1. Pod wpływem tego postanowiono zreformować radzieckie sporty motorowe, tworząc mistrzostwa ZSRR w kilku klasach wyścigowych, w tym w Formule 3. Pierwszą edycję mistrzostw Sowieckiej Formuły 3 rozegrano w 1960 roku. Pierwszym mistrzem został Gieorgij Surguczew w NAMI 041M, wyposażonym w plastikową karoserię. Początkowo pojemność silników była ograniczona do 500 cm³ i używano jednostek motocyklowych. Jednakże w 1964 roku zwiększono limit dwukrotnie. Masa samochodów musiała wynosić wówczas minimum 400 kg. W sezonie 1971 zwiększono dopuszczalną pojemność do 1100 cm³, a dwa lata później – do 1300 cm³. Od roku 1978 pojemność silników była ograniczona do 2000 cm³. W tym okresie największą liczbę samochodów w serii stanowiły pojazdy marki Estonia wyprodukowane przez TARK, napędzane silnikami Łada. Serię zniesiono po 1987 roku ze względu na organizację w ZSRR Formuły Wostok i Formuły Mondial.
Seria została wskrzeszona już po rozpadzie ZSRR przez RAF jako Rosyjska Formuła 3.

## Mistrzowie
| Sezon | Mistrz              | Zespół            | Samochód            |
| ----- | ------------------- | ----------------- | ------------------- |
| 1960  | Gieorgij Surguczew  | Trud Moskwa       | NAMI 041M-IMZ       |
| 1961  | Ants Seiler         | Kalev Tallinn     | Estonia 3-IMZ       |
| 1962  | Jurij Bugrow        | DOSAAF Leningrad  | Estonia 3-IMZ       |
| 1963  | Madis Laiv          | Kalev Tallinn     | Estonia 3-IMZ       |
| 1964  | Władimir Ptuszkin   | Spartak Moskwa    | Melkus 63-Wartburg  |
| 1965  | Gieorgij Surguczew  | Trud Moskwa       | Melkus 64-Wartburg  |
| 1966  | Wiktor Łapin        | DOSAAF Moskwa     | Melkus 64-Wartburg  |
| 1967  | Władimir Grekow     | Spartak Krasnodar | Melkus 64-Wartburg  |
| 1968  | Enn Griffel         | Kalev Tallinn     | Estonia 9-Wartburg  |
| 1969  | Enn Griffel         | Kalev Tallinn     | Estonia 9M-Wartburg |
| 1970  | Władimir Grekow     | Spartak Krasnodar | Estonia 9M-Wartburg |
| 1971  | Enn Griffel         | Kalev Tallinn     | Estonia 9M-Wartburg |
| 1972  | Enn Griffel         | Kalev Tallinn     | Estonia 9M-Wartburg |
| 1973  | Jurij Andriejew     | DOSAAF Moskwa     | Estonia 18-Łada     |
| 1974  | Władisław Barkowski | Spartak Moskwa    | Estonia 18-Łada     |
| 1975  | Enn Griffel         | Kalev Tallinn     | Estonia 19-Łada     |
| 1976  | Władisław Barkowski | Spartak Moskwa    | Estonia 18-Łada     |
| 1977  | Michaił Lwow        | Spartak Leningrad | Estonia 18M-Łada    |
| 1978  | Mark Balezin        | DOSAAF Moskwa     | Estonia 18M-Łada    |
| 1979  | Wiktor Klimanow     | Spartak Moskwa    | Estonia 19-Łada     |
| 1980  | Toivo Asmer         | Jõud Tallinn      | Estonia 20-Łada     |
| 1981  | Wiktor Klimanow     | Spartak Moskwa    | Estonia 19-Łada     |
| 1982  | Toomas Napa         | Jõud Tallinn      | Estonia 20-Łada     |
| 1983  | Toomas Napa         | Jõud Tallinn      | Estonia 21M-Łada    |
| 1984  | Toomas Napa         | Jõud Tallinn      | Estonia 21M-Łada    |
| 1985  | Toomas Napa         | Jõud Tallinn      | Estonia 21M-Łada    |
| 1986  | Aleksandr Potiechin | DOSAAF Moskwa     | Estonia 20-Łada     |
| 1987  | Toomas Napa         | DOSAAF Tallinn    | Estonia 21M-Łada    |